# Karłowiczki
Karłowiczki (niem. Karlsburg, Carlsburg) – przysiółek wsi Karłowice w Polsce, położony w województwie opolskim, w powiecie opolskim, w gminie Popielów.
Leży na północ od centrum Karłowic.
Dawniej odrębna wieś i gromada w  gminie Karłowice. W latach 1975–1998 miejscowość administracyjnie należała do ówczesnego województwa opolskiego.